# میگوئل بلگرانو
میگل خوزه بلگرانو (۱۸۲۵–۱۷۷۷) شاعر، نویسنده، روزنامه‌نگار، آموزگار و نظامی آرژانتینی بود. وی به عنوان رئیس شورای کالج سینسیاس در بوینس آیرس خدمت می‌کرد.

## زندگی‌نامه
وی در بوینس آیرس متولد شد، در خانواده برجسته دومینگو بلگرانو به دنیا آمد و پدرش یک تاجر ثروتمند از نژاد ژنوئی و مادرش، ماریا خوزِفا گونزالس، متولد شهر بود. وی پس از اتمام تحصیلات ابتدایی خود در کالج سان کارلوس، به اسپانیا مهاجرت کرد و برای خدمت به گارد ارتش وارد شد و در لشکرکشی ال-فرول علیه انگلیس در سال ۱۸۰۰ شرکت داشت. وی در بازگشت به بوینس آیرس، Rasgo histórico poético را نوشت، تصنیفی که به بزرگداشت وقایع حمله انگلیس می‌پرداخت.
در سال ۱۸۲۰، بلگرانو معلم زبان فرانسه در Colegio de la Unión del Sud بود. مدتی بعد وی به عنوان رئیس همان مؤسسه که به Colegio de Ciencias Morales تغییر نام یافت، منصوب شد و شاگردانش در کلاس‌های انگلیسی و فرانسهٔ او شرکت می‌کردند.
میگوئل بلگرانو دو بار ازدواج کرد، نخست در مادرید با ماریا د بازان و دیگری در کلیسای جامع بوینس آیرس با خویشاوند خود، فلورا دومینگا راموس بلگرانو، که دختر ایگناسیو راموس ویلامیل (متولد گالیسیا) و خوانا بلگرانو گونزالس بود.